# 矢筈山 (牟岐町・海陽町)
矢筈山（やはずやま）は、徳島県海部郡海陽町と牟岐町にある山である。標高800.8m。

## 地理
海部郡の海陽町と牟岐町の境界をなす。白木山の西方約1.5kmの地点にある。山頂はほぼ南北をなすふたつの隆起があり、矢筈山の北東にある胴切山・白木山からは双耳峰に見える。
北面の中腹に妙法庵（矢筈庵）があり、木彫の十一面観音を祀っている。明治期に開山された修験道の山といわれている。